# فرديناند ستوليتشكا
كان فرديناند ستوليتشكا (يُكتب بالتشيكية ستوليتشكا، 7 يونيو 1838 – 19 يونيو 1874) إحاثي مورافيًا، وعمل في الهند في الإحاثة والجيولوجيا والعديد من مجالات علم الحيوان كعلم الطيور وعلم الرخويات وعلم الزواحف والبرمائيات. توفي بسبب داء المرتفعات في مورغو أثناء رحلته الاستكشافية عبر جبال الهمالايا.

## بداية حياته
وُلِد ستوليتشكا في نزل زاميتشيك بالقرب من كروميشريش في مورافيا. درس ستوليتشكا، الذي عمل والده حراجيًا وكان مسئولًا عن ممتلكات رئيس أساقفة أولوموتس، في مدرسة ثانوية ألمانية في كروميريز. لم يكتب ستوليتشكا أي كتابات باللغة التشيكية على الرغم من نشره لـ79 مقالًا منذ عام 1859 إلى عام 1875. تذهب الأقاويل إلى أنه تحدث الألمانية حتى في منزله. كان عضوًا بارزًا في المجتمع الناطق بالألمانية في كلكتا في أثناء إقامته هناك.
درس ستوليتشكا الجيولوجيا والإحاثة في براغ وجامعة فيينا تحت إشراف البروفيسور إدوارد سوس والدكتور رودولف هورنيس. تخرج بدرجة الدكتوراه من جامعة توبنغن في 14 نوفمبر 1861. تضمنت أول أعماله دراسات حول رخويات المياه العذبة من صخور العصر الطباشيري في جبال الألب الشمالية الشرقية التي سبق وكتب عنها لأكاديمية فيينا في عام 1859. بدأت مسيرته العلمية فعليًا في هيئة المسح الجيولوجي النمساوية التي انضم إليها في عام 1861، واستندت أبحاثه الأولى هناك إلى أعماله في الألب والمجر.

## حياته المهنية في الهند
انضم ستوليتشكا عام 1862 إلى هيئة المسح الجيولوجي الهندية تحت إدارة الحكومة البريطانية في الهند بعد أن عينه الدكتور توماس أولدهام (1816 – 1878). كُلف في كلكتا بمهمة توثيق مستحاثات العصر الطباشيري في جنوب الهند ونشرها في بلانتولوجيا إنديكا بالتعاون مع ويليام توماس بلانفورد. استطاع إكمال هذا العمل بحلول مايو 1873 في أربعة مجلدات بلغ إجمالي عدد صفحاتها 1500 صفحة بحجم الكواترو مع 178 لوحة. تضمنت تلك الأعمال الوصف العظمي لضفدع أوكسيجلوسوس بوسيلوس، وهو ضفدع أحفوري من منطقة مصاطب الدكن في بومباي.
درس جيولوجيا غرب جبال الهملايا والتبت ونشر العديد من الأبحاث حول العديد من الموضوعات مثل علم الحيوان الهندي. شغل أيضًا لفترة وجيزة (في عام 1868) منصب أمين المتحف الهندي وأمين التاريخ الطبيعي للجمعية الآسيوية في البنغال. شارك في تحرير مجلة الجمعية.

## الاسهامات في علم الطيور
أظهر ستوليتشكا اهتمامًا بالطيور عام 1864 في أثناء رحلته عبر جبال الهملايا، وتلقى الكثير من التشجيع من آلان هيوم المُلقب بـ«أب علم الطيور الهندي». كان أول عمل له في مجال علم الطيور هو جمع مجموعات كبيرة من الطيور من وادي سوتليغ.
اعترف آرثر فيكونت والدن بإسهامات الجيولوجي ستوليتشكا ورحب به ومنحه مكانة مرموقة بين علماء الطيور، لكنه عارض فكرة ستوليتشكا بإضافة فصائل طيور جديدة بسبب اختلاف طفيف في أنواع الريش. دعم هيوم ستوليتشكا على الرغم من ذلك وكتب ملاحظة في مجلة، إيبس، منتقدًا مجلس علماء الطبيعة في لندن الذي لم يكن لديه أي معرفة بجغرافيا الهند. أطلق هيوم بعد ذلك بفترة وجيزة مجلة ستراي فيزرس وأقنع علماء علم الطيور في الهند بالنشر فيها.
اكتُشف لاحقًا أن بعض من الأنواع الجديدة التي اكتشفها ستوليتشكا قد سبقه في وصفها عالم الحيوان الروسي أ. سيفيرتزوف. كتب ستوليتشكا إلى فالنتاين بول قبل وفاته بأسبوع ما يلي:
«أبلغ ووترهاوس بأن يطلب فورًا كتاب تركستانسكي جيفوتني في منطقة آسيا لسيفرتزوف في حالة عدم توفره في المتحف الهندي. وإذا لم يرغبوا في طلبه، فاطلبه لي شخصيًا عبر ترويبنر دون تأخير. لا تنسَ من فضلك».
تشمل بعض بمنشوراته حول الطيور ما يلي:
- ستوليتشكا، إف. (1873): رسائل إلى المحرر. ستراي فيزرس. 1(5): 425-427.
- ستوليتشكا، إف. (1874): رسائل إلى المحرر. ستراي فيزرس. 2(4&5): 461-463.
- ستوليتشكا، إف. (1874): رسائل إلى المحرر. ستراي فيزرس. 2(4&5): 463-465.
- ستوليتشكا، إف. (1875): طيور كاشغر في الشتاء. ستراي فيزرس. 3(1،2،3):215 – 220
- ستوليتشكا، إف. (1872): ملاحظة عن الثدييات والطيور التي تسكن كاش [كاتش]. مجلة الجمعية الآسيوية للبنغال 41(2):211 - 258.
- ستوليتشكا، إف. (1868): ملاحظات طيورية في وادي سوتليغ، شمال غرب جبال الهيمالايا. مجلة الجمعية الآسيوية للبنغال 37(2):1-70.